# جوفري لاوفيرجني
جوفري لاوفيرجني (بالفرنسية: Joffrey Lauvergne)‏ مواليد 30 سبتمبر 1991، هو لاعب كرة سلة فرنسي يلعب مع فريق دنفر ناغتس في الرابطة الوطنية لكرة السلة ويحمل الرقم 77. يبلغ طوله 6 قدم 11 بوصة (2.1 م).

## فرق لعب لها
- دنفر ناغتس

## الميداليات
| الميدالية | المسابقة                         |
| --------- | -------------------------------- |
| برونزية   | بطولة كأس العالم لكرة السلة 2014 |
| ذهبية     | بطولة أمم أوروبا لكرة السلة 2013 |

## روابط خارجية
- جوفري لاوفيرجني على موقع الاتحاد الدولي لكرة السلة (الإنجليزية)
- جوفري لاوفيرجني على موقع الدوري الأوروبي لكرة السلة (الإنجليزية)
- جوفري لاوفيرجني على موقع إن بي أي (الإنجليزية)
- جوفري لاوفيرجني على موقع سبورتس رفرنس (الإنجليزية)
- جوفري لاوفيرجني على موقع الدوري الإسباني لكرة السلة (الإسبانية)
- جوفري لاوفيرجني على موقع كرة السلة الأوروبية.كوم (الإنجليزية)
- جوفري لاوفيرجني على موقع إي إس بي إن.كوم (الإنجليزية)
- جوفري لاوفيرجني على موقع ريلجم (الإنجليزية)
- جوفري لاوفيرجني على موقع بروبوليرز (الإنجليزية)
- جوفري لاوفيرجني على موقع سبورتس رفرنس (الإنجليزية)